# Casuarina glauca

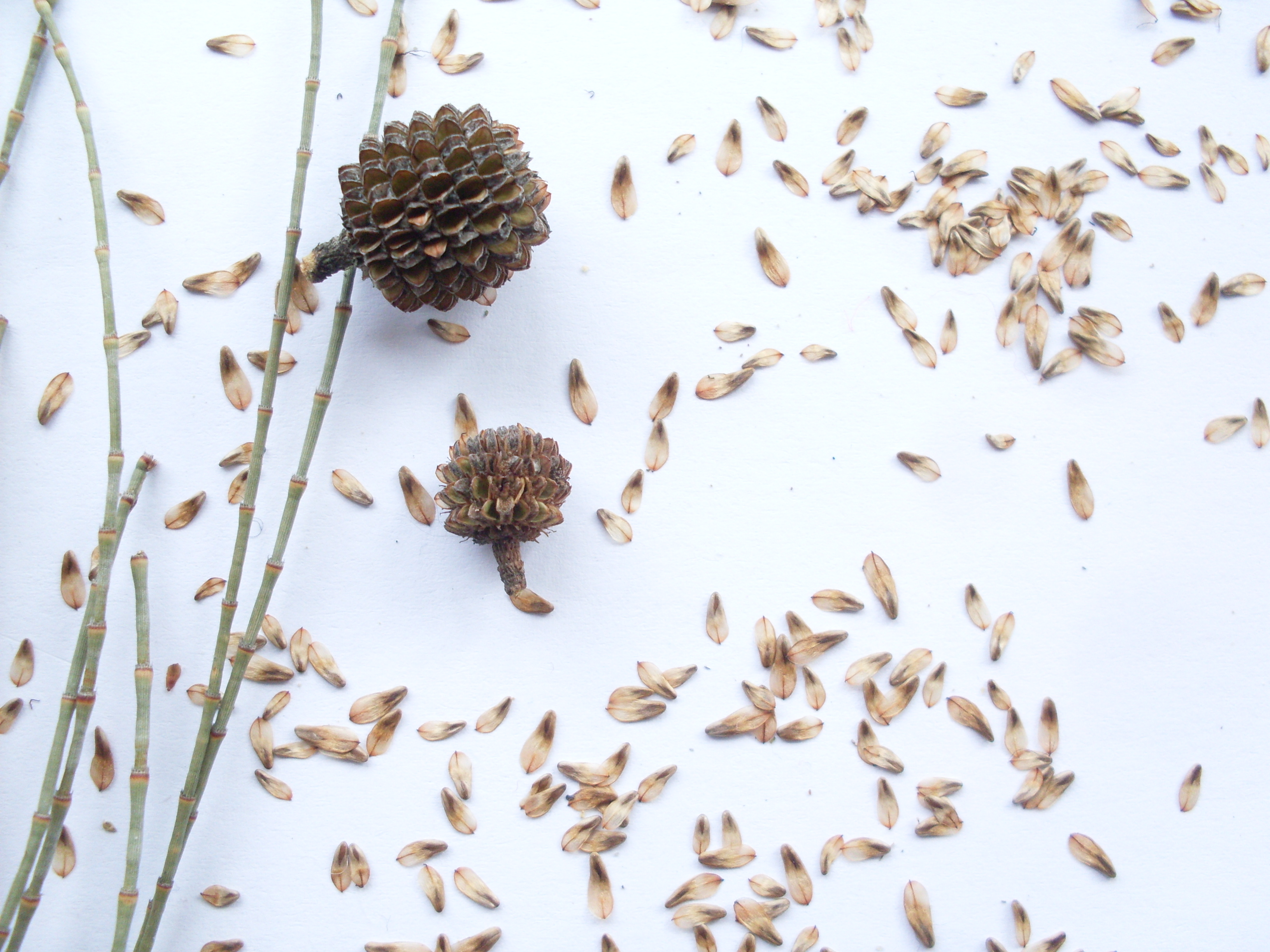
Fruto e sementes de C. glauca.

Casuarina glauca Sieber é uma espécie de arbusto do género Casuarina nativo da costa leste da Austrália. Está naturalizado nos Everglades da Flórida, onde é considerada uma espécie invasora.

## Descrição
C. glauca é uma planta actinorrízica cujas raízes produzem nódulos fixadores de azoto em simbiose com bactérias do género Frankia.
Os nódulos radiclares de C. glauca apresentam um padrão regular de camadas celulares que contêm flavanos. Apesar de não ser uma leguminosa, C. glauca produz uma hemoglobina (não a leg-hemoglobina) nos seus nódulos radiculares.
A larva da traça Pernattia pusilla alimenta-se de C. glauca.